# Liebesinsel (Bodensee)
Die Liebesinsel ist eine kleine unbewohnte Insel im Bodensee.

## Geographie
Die Liebesinsel liegt im Zeller See, einem Teil des zum Bodensee gehörenden Untersees. Sie ist der Halbinsel Mettnau rund 200 Meter südlich vorgelagert. Die Insel gehört zum Naturschutzgebiet Halbinsel Mettnau auf der Gemarkung der Stadt Radolfzell am Bodensee.
Ihre zuvor auf 2100 bis 2200 m² geschätzte Fläche wurde bei einer Neuvermessung des Vermessungsamtes des Landratsamtes Konstanz am 16. Januar 2012 exakt bestimmt. Demnach hat die Liebesinsel eine Fläche von 2620 m² bei einer Länge von 97 Metern und einer Breite zwischen 15 und 42 Metern.
Während der Urkatastervermessung der Region in den Jahren 1867 bis 1871 war die Liebesinsel erstmals vermessen worden. Sie wurde damals vereinfacht als unregelmäßiges Viereck dargestellt und erhielt eine Fläche von 2 Morgen und 150 Ruten, was mehr als dem Doppelten der 2012 gemessenen Fläche entspricht.

## Geschichte
Die Insel war Drehort für den Heimatfilm Die Fischerin vom Bodensee aus dem Jahr 1956 unter der Regie von Harald Reinl. Auf der Insel wurde die Liebesnacht der Hauptpersonen Hans (Gerhard Riedmann) und Maria (Marianne Hold) gedreht.